# Jack Charlton
John "Jack" Charlton (Ashington, 8 de maio de 1935 – Northumberland, 10 de julho de 2020) foi um futebolista e treinador de futebol inglês.

## Carreira
Jack jogou toda a sua carreira no Leeds United, de 1952 a 1973. Irmão mais velho do lendário Bobby Charlton, com ele esteve nas Copas do Mundo de 1966 (quando foram campeões) e 1970.
Voltou a um mundial na Copa do Mundo de 1990, como técnico da estreante Irlanda, que chegou até as quartas, quando foi eliminado pelos anfitriões italianos. Continuaria técnico do selecionado no mundial seguinte quando a equipe parou nas oitavas-de-final pelos Países Baixos, os quais se classificaram para enfrentar nas quartas o Brasil.

## Morte
Morreu no dia 10 de julho de 2020 em Northumberland, aos 85 anos, de linfoma e demência.

## Títulos

#### Como Jogador
Leeds United
- Football League First Division: 1968–69
- Football League Second Division: 1963–64
- Copa da Inglaterra: 1971–72
- Copa da Liga Inglesa: 1967–68
- Supercopa da Inglaterra: 1969
- Taça das Cidades com Feiras: 1967–68, 1970–71

Seleção Inglesa
- Copa do Mundo FIFA: 1966

#### Como Treinador
Middlesbrough
- Football League Second Division: 1973–74